# Sjötofta landskommun
Sjötofta landskommun var en tidigare kommun i dåvarande Älvsborgs län.

## Administrativ historik
Kommunen inrättades i Sjötofta socken i Kinds härad i Västergötland när 1862 års kommunalförordningar trädde i kraft.
Vid Kommunreformen 1952 uppgick kommunen i Tranemo landskommun som 1971 ombildades till Tranemo kommun.

## Politik

### Mandatfördelning i Sjötofta landskommun 1942-1946
| 6 | 7 | 2 | 5 |

| 19 |

| 5 | 8 | 4 | 3 |

| 19 |